# Quảng Sơn, Ba Đồn
Quảng Sơn là một xã thuộc thị xã Ba Đồn, tỉnh Quảng Bình, Việt Nam.

## Địa lý
Xã Quảng Sơn nằm ở phía tây thị xã Ba Đồn, có vị trí địa lý:
- Phía đông giáp các xã Quảng Hòa và Quảng Minh
- Phía tây giáp huyện Tuyên Hóa
- Phía nam giáp huyện Bố Trạch
- Phía bắc giáp các xã Quảng Thủy, Quảng Trung và Quảng Tiên

Xã Quảng Sơn có diện tích 53,73 km², dân số năm 2019 là 7.109 người, mật độ dân số đạt 132 người/km².

## Hành chính
Xã Quảng Sơn được chia làm 8 thôn: Trung Thượng, Linh Cận Sơn, Minh Sơn, Hà Sơn, Bắc Sơn, Tân Sơn, Thọ Hạ, Diên Trường.

## Lịch sử
Trước đây, xã Quảng Sơn thuộc huyện Quảng Trạch.
Từ ngày 20 tháng 12 năm 2013, xã trực thuộc thị xã Ba Đồn như hiện nay.

## Di tích
- Đình làng Thọ Linh[4]
- Đền thờ Lãnh binh Mai Lượng[5]

## Danh nhân
- Lãnh binh Mai Lượng
- Thẩm phán Đinh Xuân Quảng
- Chuẩn tướng Phan Xuân Nhuận
- Phó Đô đốc Hải quân Mai Xuân Vĩnh